# Coste della Sesia Bonarda
Le Coste della Sesia Bonarda est un vin italien de la région Piémont doté d'une appellation DOC depuis le 14 septembre 1996. Seuls ont droit à la DOC les vins rouges récoltés à l'intérieur de l'aire de production définie par le décret. 

## Aire de production
Les vignobles autorisés se situent en province de Biella dans les communes de Lessona, Masserano, Brusnengo, Curino, Villa del Bosco, Sostegno, Cossato, Mottalciata, Candelo, Quaregna, Cerreto Castello, Valdengo et Vigliano Biellese.
Les vignobles se situent sur les pentes qui surplombent la rive droite du cours d'eau la Sesia.

## Caractéristiques organoleptiques
- couleur: rouge rubis plus ou moins intense
- odeur: vineux, intense
- saveur: sèche,  puissant,

Le Coste della Sesia Bonarda se déguste à une temperature de 15 à 17 °C.

## Production
Province, saison, volume en hectolitres :
- pas de données disponibles